# Cửa khẩu Thalao
Cửa khẩu Thalao là cửa khẩu đường bộ ở vùng đất Ban Thalao muang Viengthong tỉnh Huaphanh, CHDCND Lào.
Cửa khẩu Thalao (Tha Lấu) thông thương với cửa khẩu Bát Mọt 20°02′55″B 104°58′02″Đ / 20,048599°B 104,96723°Đ tại vùng đất bản Khẹo xã Bát Mọt huyện Thường Xuân tỉnh Thanh Hóa, Việt Nam .
Cặp cửa khẩu Thalao - Bát Mọt hiện là cửa khẩu quốc gia, không dành cho người nước ngoài qua lại.
Năm 2015 cặp cửa khẩu này là một trong các lựa chọn để xây dựng đường cao tốc Việt Nam - Lào, nối Hà Nội với Viêng Chăn . Tuy nhiên năm 2016 ưu thế lựa chọn nghiêng về vùng cửa khẩu Namon - Thanh Thủy (Nghệ An) .